# Тиран-крихітка венесуельський
Тиран-крихітка венесуельський (Phyllomyias urichi) — вид горобцеподібних птахів з родини тиранових (Tyrannidae).

## Поширення
Ендемік Венесуели. Трапляється у тропічних лісах на гірському хребті Кордильєра-де-Каріпе та на заході півострова Парія на північному сході країни. Це дуже рідкісний вид, який раніше був помічений лише тричі: вперше у 1899 році, вдруге у 1940-х роках і втретє у 2005 році. У травні 2021 року була здійснена експедиція з метою повторного відкриття виду, щоб перевірити, що пташка ще не вимерла. Однак місцевість, на якій вид був помічений у 2005 році, була вирублена до цього моменту, а також знищено кілька інших потенційних місць проживання. Однак експедиція в іншу область стала успішною, виявивши 2 різні пари P. urichi, тоді зроблено перші чіткі фотографії та звукові записи цього птаха.

## Опис
Тиран-крихітка венесуельський сягає 12 см завдовжки. У нього жовтуватий дзьоб і відносно довгий хвіст. Верхня частина глянцево оливкова, крона сірувата. Очні кільця і брови жовті. Крила темніші з білувато-жовтими кінчиками та променями. Нижня сторона рівномірно жовта з оливковими відтінками на грудях.